# Jack Swigert
John Leonhard "Jack" Swigert, Jr., född 30 augusti 1931 i Denver, Colorado, död 27 december 1982 i Washington D.C., var en amerikansk astronaut uttagen i astronautgrupp 5.
Den enda färd Swigert genomförde var med den olycksdrabbade Apollo 13 i april 1970.
Efter sin tid på NASA började Swigert satsa på en politisk karriär i sin hemstat Colorado och i november 1982 valdes Swigert till den amerikanska kongressen som republikansk representant för staten Colorado. Han hann dock avlida i cancer innan han tillträdde sitt ämbete.
I filmen Apollo 13 från 1995 gestaltades han av Kevin Bacon.

## Rymdfärdsstatistik
| Färd      | Datum              | Tid       | EVA     |
| --------- | ------------------ | --------- | ------- |
| Apollo 13 | 11 - 17 april 1970 | 142:54:41 | 0:00:00 |
| Totalt    | Totalt             | 142:54:41 | 0:00:00 |